# Az Amerikai Egyesült Államok államai
Az Amerikai Egyesült Államok tagállamai közé az az 50 szövetségi tagállam tartozik, amelyek együtt alkotják az Amerikai Egyesült Államokat.
A tagállamok parlamentjeit együtt illeti meg a szuverenitás az Amerikai Egyesült Államok szövetségi törvényhozásával. Az Amerikai Egyesült Államok Alkotmánya szerint a szövetségi törvényhozás törvényeket csak olyan tárgykörökben alkothat, amelyeket az Alkotmány tételesen felsorol, minden más tárgykörben a törvényhozás joga az egyes tagállamokat illeti meg.

## Történelem
Az Egyesült Államok függetlenségének kikiáltásával a tizenhárom gyarmatból tizenhárom független állam lett. Miután a Konföderációs cikkelyek nem bizonyultak elegendőnek az unió számára, a tizenhárom állam egy új szövetségbe tömörült az alkotmány jóváhagyásával 1789-től kezdődően. A Kongresszusnak áll jogában új államok belépését jóváhagyni az unióba. Az alkotmányban nem szerepel, hogy kiléphet-e egy állam az Egyesült Államokból. Néhányan úgy vélik, a mai napig nincs tisztázva, hogy törvényesen kiléphet-e egy állam. Az alkotmány elfogadása előtt a Konföderációs cikkelyek még úgy nyilatkoztak erről, hogy „az unió örök”.
Az Egyesült Államok fennhatósága nem csak az uniót alkotó államokra terjedt és terjed ki. Az 50 állam szinte mindegyike olyan területen alakult meg, ami már azt megelőzően is az Egyesült Államokhoz tartozott, és az államoknál kevesebb önállósággal rendelkező territóriumként volt szervezve. Nem tartozik egyik államhoz sem az Egyesült Államok fővárosa, Washington, amely a speciális jogállású Columbia kerületet alkotja Maryland és Virginia államok közé ékelődve.

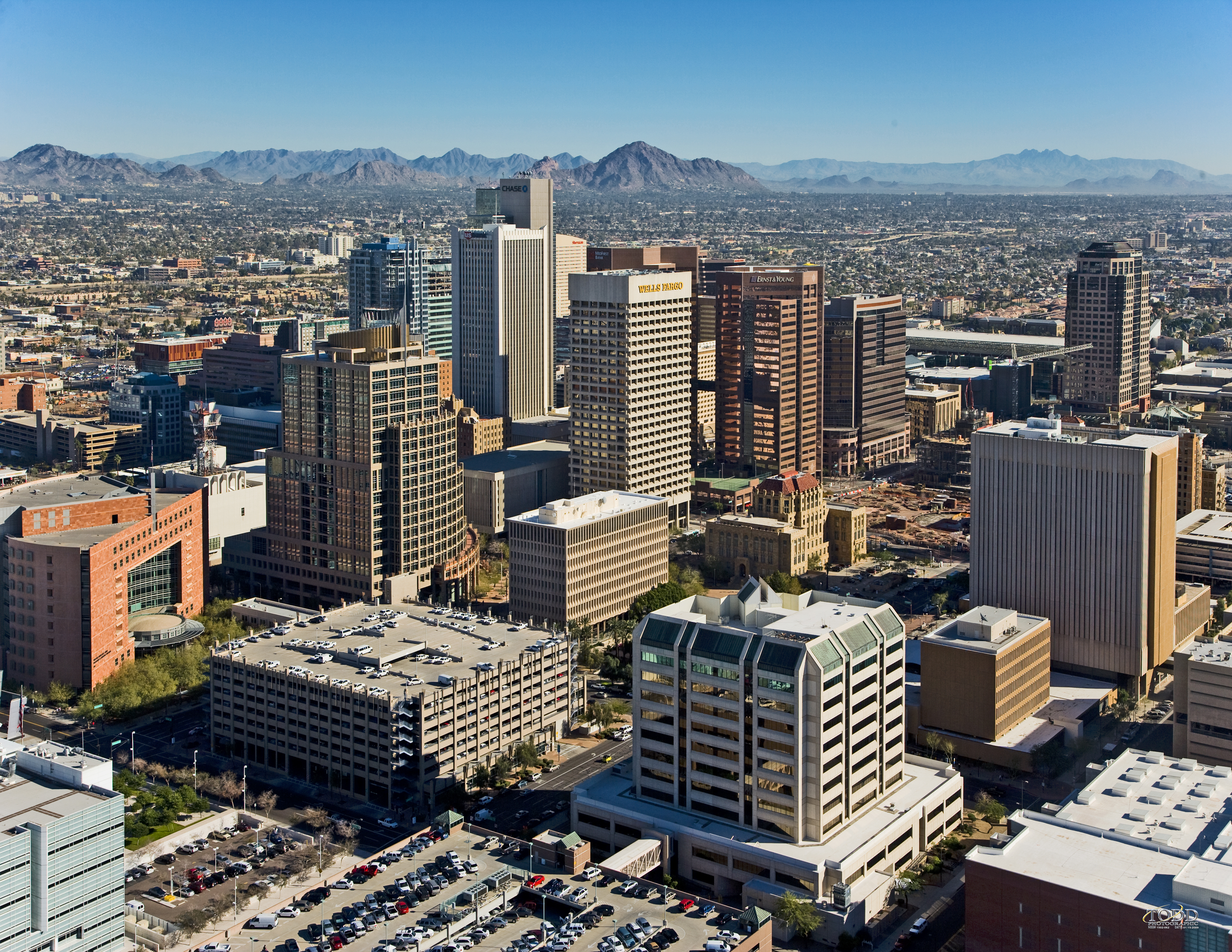
Phoenix (Arizona)
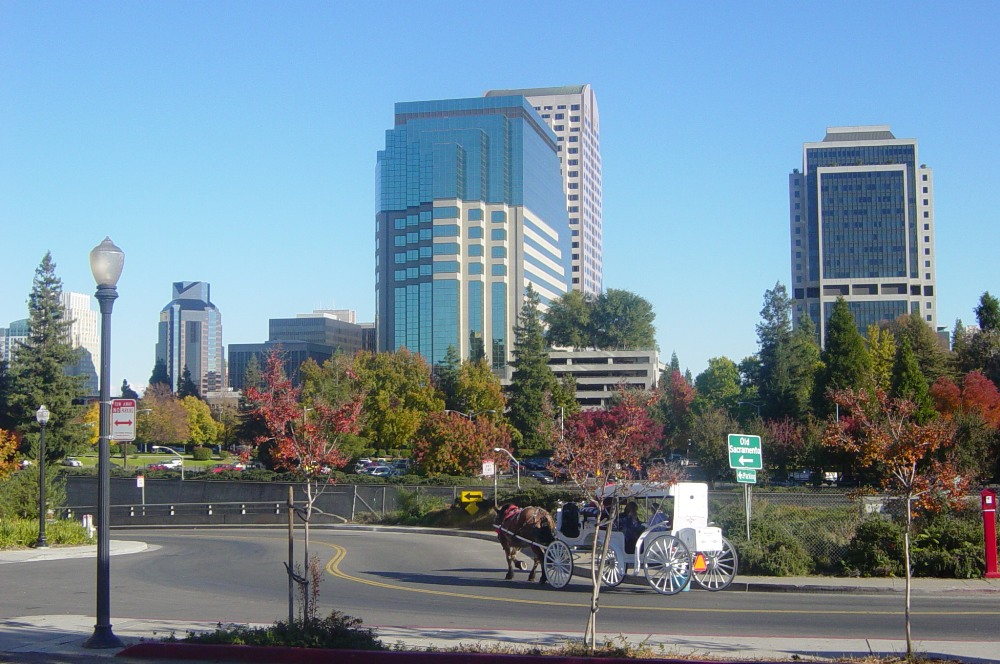
Sacramento (Kalifornia)
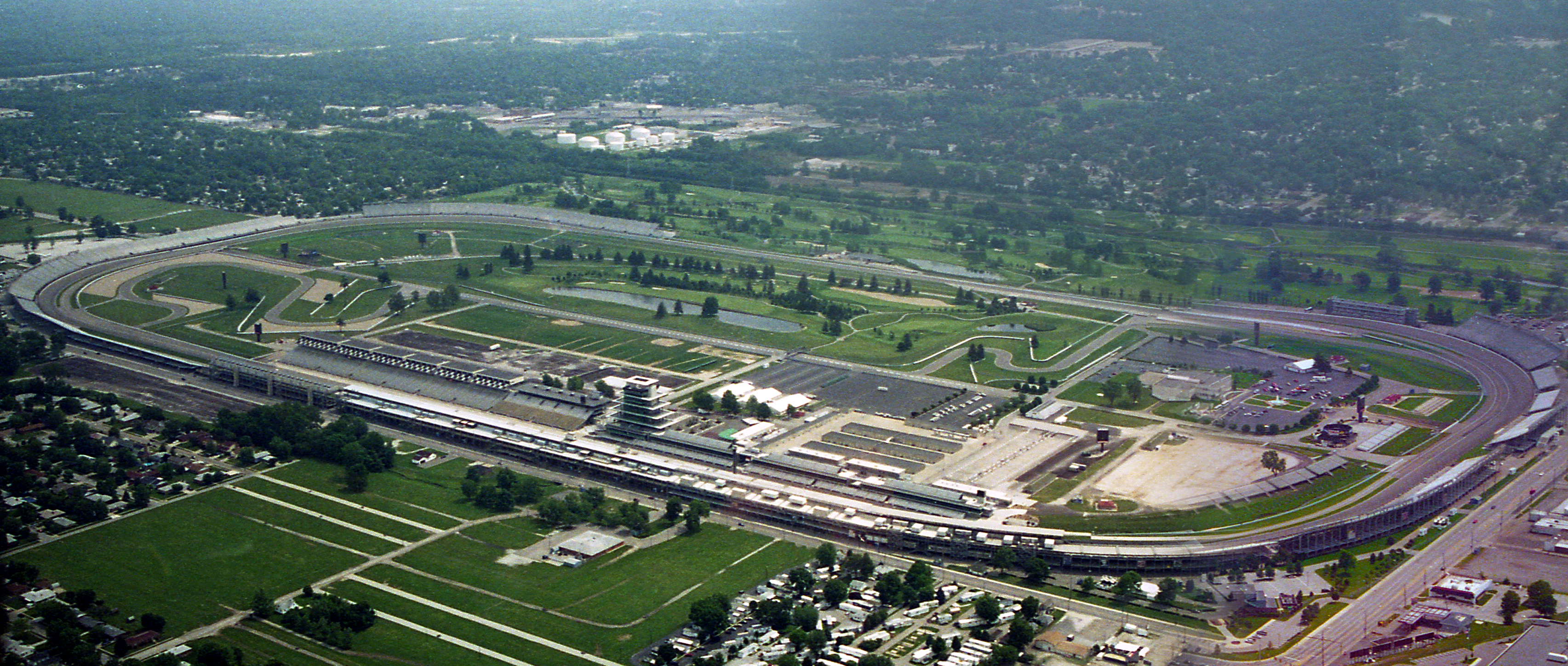
Indianapolis Motor Speedway
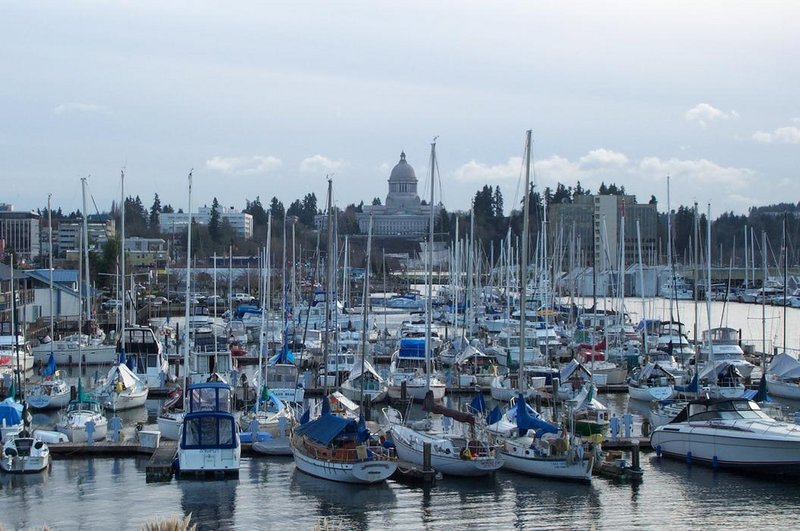
Olympia (Washington)

## Az államok listája
| Zászló          | Állam           | Rövidítés | Főváros        | Legnagyobb város | Terület, ezer km² | Lakosság (2022-ben) | Csatlakozás az unióhoz | Becenév (magyarul)                                      |
| --------------- | --------------- | --------- | -------------- | ---------------- | ----------------- | ------------------- | ---------------------- | ------------------------------------------------------- |
| Alabama         | Alabama         | AL        | Montgomery     | Birmingham       | 131,4             | 5 074 296           | 1819. december 14.     | Dixie szíve, A kamélia állam                            |
| Alaszka         | Alaszka         | AK        | Juneau         | Anchorage        | 1518,8            | 733 583             | 1959. január 3.        | Az utolsó határ, Az északi nap földje                   |
| Arizona         | Arizona         | AZ        | Phoenix        | Phoenix          | 295,3             | 7 359 197           | 1912. február 13.      | Grand Canyon-állam                                      |
| Arkansas        | Arkansas        | AR        | Little Rock    | Little Rock      | 137,8             | 3 045 637           | 1836. június 15.       | A természetállam, A disznó állam                        |
| Colorado        | Colorado        | CO        | Denver         | Denver           | 269,9             | 5 839 926           | 1876. augusztus 1.     | A centenáriumi állam                                    |
| Connecticut     | Connecticut     | CT        | Hartford       | Bridgeport       | 13,0              | 3 626 205           | 1788. január 9.        | Az alkotmány állam, A szerecsendió állam                |
| Delaware        | Delaware        | DE        | Dover          | Wilmington       | 5,3               | 1 018 396           | 1787. december 7.      | Az első állam, A gyémántállam                           |
| Dél-Dakota      | Dél-Dakota      | SD        | Pierre         | Sioux Falls      | 199,7             | 909 824             | 1889. november 2.      | A kojotállam, A Rushmore-hegy állam                     |
| Dél-Karolina    | Dél-Karolina    | SC        | Columbia       | Columbia         | 80,4              | 5 282 634           | 1788. május 23.        | A pálmaállam                                            |
| Észak-Dakota    | Észak-Dakota    | ND        | Bismarck       | Fargo            | 183,1             | 779 261             | 1889. november 2.      | A béke kertje állam                                     |
| Észak-Karolina  | Észak-Karolina  | NC        | Raleigh        | Charlotte        | 136,1             | 10 698 973          | 1789. november 21.     | Az öreg északi állam                                    |
| Florida         | Florida         | FL        | Tallahassee    | Jacksonville     | 151,9             | 22 244 823          | 1845. március 3.       | A napfényes állam                                       |
| Georgia         | Georgia         | GA        | Atlanta        | Atlanta          | 152,6             | 10 912 876          | 1788. január 2.        | A Dél birodalmi állama, A barackállam                   |
| Hawaii          | Hawaii          | HI        | Honolulu       | Honolulu         | 16,6              | 1 440 196           | 1959. augusztus 21.    | Aloha állam                                             |
| Idaho           | Idaho           | ID        | Boise          | Boise            | 216,4             | 1 939 033           | 1890. július 3.        | Az ékkőállam                                            |
| Illinois        | Illinois        | IL        | Springfield    | Chicago          | 149,9             | 12 582 032          | 1818. december 3.      | A prériállam                                            |
| Indiana         | Indiana         | IN        | Indianapolis   | Indianapolis     | 92,9              | 6 833 037           | 1816. december 11.     | A hoosier-állam                                         |
| Iowa            | Iowa            | IA        | Des Moines     | Des Moines       | 145,8             | 3 200 517           | 1846. december 28.     | A sólyomszem állam                                      |
| Kalifornia      | Kalifornia      | CA        | Sacramento     | Los Angeles      | 411,0             | 39 029 342          | 1850. szeptember 9.    | Az aranyállam                                           |
| Kansas          | Kansas          | KS        | Topeka         | Wichita          | 213,0             | 2 937 150           | 1861. január 29.       | A napraforgó állam                                      |
| Kentucky        | Kentucky        | KY        | Frankfort      | Louisville       | 104,6             | 4 512 310           | 1792. június 1.        | A perjeállam                                            |
| Louisiana       | Louisiana       | LA        | Baton Rouge    | New Orleans      | 125,6             | 4 590 241           | 1812. április 30.      | A pelikánállam                                          |
| Maine           | Maine           | ME        | Augusta        | Portland         | 86,1              | 1 385 340           | 1820. március 15.      | A fenyőállam                                            |
| Maryland        | Maryland        | MD        | Annapolis      | Baltimore        | 27,0              | 6 164 660           | 1788. április 28.      | A szabad állam                                          |
| Massachusetts   | Massachusetts   | MA        | Boston         | Boston           | 21,4              | 6 981 974           | 1788. február 6.       | Az öbölállam, Az öreg kolónia                           |
| Michigan        | Michigan        | MI        | Lansing        | Detroit          | 151,5             | 10 034 113          | 1837. január 26.       | A Nagy-tavak állama, A rozsomákállam                    |
| Minnesota       | Minnesota       | MN        | Saint Paul     | Minneapolis      | 218,6             | 5 717 184           | 1858. május 11.        | A sarkcsillag állam, Az ürgeállam                       |
| Mississippi     | Mississippi     | MS        | Jackson        | Jackson          | 123,5             | 2 940 057           | 1817. december 10.     | A magnólia állam                                        |
| Missouri        | Missouri        | MO        | Jefferson City | Kansas City      | 180,5             | 6 177 957           | 1821. augusztus 10.    | Show Me State                                           |
| Montana         | Montana         | MT        | Helena         | Billings         | 380,8             | 1 122 867           | 1889. november 8.      | A kincses állam                                         |
| Nebraska        | Nebraska        | NE        | Lincoln        | Omaha            | 200,0             | 1 967 923           | 1867. március 1.       | A kukoricahántoló állam                                 |
| Nevada          | Nevada          | NV        | Carson City    | Las Vegas        | 286,2             | 3 177 772           | 1864. október 31.      | A zsályaállam, A harcban született állam, Az ezüstállam |
| New Hampshire   | New Hampshire   | NH        | Concord        | Manchester       | 24,0              | 1 395 231           | 1788. június 21.       | A gránitállam                                           |
| New Jersey      | New Jersey      | NJ        | Trenton        | Newark           | 20,2              | 9 261 699           | 1787. december 18.     | A kertállam                                             |
| New York        | New York        | NY        | Albany         | New York         | 128,4             | 19 677 151          | 1788. július 26.       | A birodalmi állam                                       |
| Nyugat-Virginia | Nyugat-Virginia | WV        | Charleston     | Charleston       | 62,8              | 1 775 156           | 1863. június 20.       | A hegységes állam                                       |
| Ohio            | Ohio            | OH        | Columbus       | Columbus         | 106,8             | 11 756 058          | 1803. március 1.       | A vadgesztenye állam                                    |
| Oklahoma        | Oklahoma        | OK        | Oklahoma City  | Oklahoma City    | 181,0             | 4 019 800           | 1907. november 16.     | A sooner állam                                          |
| Oregon          | Oregon          | OR        | Salem          | Portland         | 251,1             | 4 240 137           | 1859. február 14.      | A hódállam                                              |
| Pennsylvania    | Pennsylvania    | PA        | Harrisburg     | Philadelphia     | 117,4             | 12 972 008          | 1787. december 12.     | A zárókő állam                                          |
| Rhode Island    | Rhode Island    | RI        | Providence     | Providence       | 3,1               | 1 093 734           | 1790. május 29.        | Kis Rhody, Az óceáni állam                              |
| Tennessee       | Tennessee       | TN        | Nashville      | Memphis          | 109,4             | 7 051 339           | 1796. június 1.        | Az önkéntes állam                                       |
| Texas           | Texas           | TX        | Austin         | Houston          | 692,3             | 30 029 572          | 1845. december 29.     | A magányos csillag állam                                |
| Utah            | Utah            | UT        | Salt Lake City | Salt Lake City   | 219,9             | 3 380 800           | 1896. január 4.        | A méhkasállam                                           |
| Új-Mexikó       | Új-Mexikó       | NM        | Santa Fe       | Albuquerque      | 315,1             | 2 113 344           | 1912. január 6.        | A varázslat földje                                      |
| Vermont         | Vermont         | VT        | Montpelier     | Burlington       | 24,8              | 647 064             | 1791. március 4.       | A zöld hegy állama                                      |
| Virginia        | Virginia        | VA        | Richmond       | Virginia Beach   | 105,7             | 8 683 619           | 1788. június 25.       | A régi uralom                                           |
| Washington      | Washington      | WA        | Olympia        | Seattle          | 176,6             | 7 785 786           | 1889. november 11.     | Az örökzöld állam                                       |
| Wisconsin       | Wisconsin       | WI        | Madison        | Milwaukee        | 145,4             | 5 892 539           | 1848. május 29.        | A borzállam                                             |
| Wyoming         | Wyoming         | WY        | Cheyenne       | Cheyenne         | 253,5             | 581 381             | 1890. július 10.       | Az egyenlőség állama                                    |

1. 1 2 3 4 5 6 7 8 9 10 11 12 13  Az alkotmány ratifikációjának dátuma az első 13 államban

## Államok neveinek eredete
Az 50 állam nevei sok nyelvből származnak. 24 államnév indián eredetű. Ezek közül nyolc algonkin, hét sziú, három irokéz és egy uto-azték. Hawaii neve pedig a polinéz hawaii-i nyelvből származtatható.
A fennmaradó államokból 22 név európai nyelvből származik. Hét latin (főként angol nevek latinizálása), a maradék pedig angol, spanyol és francia. Tizenegy államot személyekről neveztek el, amiből hét európai uralkodókra vonatkozik, míg egy egy amerikai elnökre. Hat állam van, ahol nem teljesen ismert a név származása.

## Az 51. állam

### Puerto Rico
Puerto Rico egy amerikai külterület, aminek hivatalos megnevezése Puerto Ricó-i Nemzetközösség (angolul: Commonwealth of Puerto Rico, spanyolul: Estado Libre Asociado). Lakosainak nincs képviselete az Egyesült Államok Kongresszusában. Ugyan a területnek van képviselete a Képviselőházban, biztos megnevezéssel, a delegáltnak nincs semmiféle szavazójoga az elnök évértékelőjéért felelő bizottságon kívül.
2012. november 6-án tartottak egy népszavazást a terület esetleges államjogáról, ahol a lakosság 61%-a az állammá válás mellett szavazott.
2012. december 11-én Puerto Rico Törvényhozása jóváhagyott egy határozatot, amiben kérték az amerikai elnököt és az Egyesült Államok Kongresszusát, hogy adjanak választ a népszavazásra és kezdjék meg a terület felvételét az unióba, mint annak 51. állama.
2017. június 11-én ismét népszavazást tartottak, ahol szinte a teljes lakosság, 97% a csatlakozás mellett szavazott, de az állampolgárok mindössze 23%-a vett részt. A függetlenségi mozgalom bojkottálta a szavazást.
2018. június 27-én az Egyesült Államok Képviselőházában bemutatták a H.R. 6246 határozatot, aminek célja az volt, hogy válaszoljanak a 2012. november 6-án és 2017. június 11-én tartott népszavazásokra és megkezdjék Puerto Rico felvételének folyamatát az unióba. Összesen 30 szerzője volt az ország két nagy pártjából.
2020. november 30-án Puerto Rico ismét népszavazást tartott, amiben harmadjára is az államiság mellett szavaztak. Ezek mellett megválasztották a csatlakozás-párti Pedro Pierluisi kormányzót.

### Washington, Douglass Commonwealth
Az Amerikai Egyesült Államok alapításakor a cél az volt, hogy az ország fővárosa semleges legyen, ne részesítsen előnyben egy létező államot se. Ekkor hozták létre 1800-ban a Columbiai Kerületet, mint a kormány központja. Tekintve, hogy nem állam, a fővárosnak nincs képviselője a Szenátusban és csak egy, szavazójoggal nem rendelkező delegáltja a Képviselőházban. Ezek mellett még saját kormánya sincs. Az 1961-es 23. alkotmánymódosítás elfogadása előtt a főváros polgárai szavazatjoggal se rendelkeztek az elnökválasztásokon.
A főváros lakóinak nagy része támogatja az állammá válás valamilyen formáját, vagy a teljes kerület vagy csak annak lakott területei. A 2016 novemberében tartott népszavazáson a lakosság 86%-a támogatta a csatlakozást az unióhoz.
A Washington, D.C., Admission Act törvényjavaslatot többször is bemutatták a Képviselőházban, 2019-ben és 2021-ben meg is szavazták, de a Szenátusban szavazást se tartottak róla. 2023-ban, mint az előző két kongresszus kezdetén, ismét bemutatták, a javaslat elfogadása jelenleg folyamatban van.

### Grönland, Kanada
Donald Trump második elnöksége során a politikus többször is megemlítette annak lehetőségét, hogy megvásárolná vagy elfoglalná Grönlandot, illetve Kanadát is szóba hozta, mint az unió következő tagja.